# Unterseeboot U-52 (1915)
Pour les autres navires du même nom, voir Unterseeboot 52.
L'Unterseeboot U-52 était l’un des 329 sous-marins de la Kaiserliche Marine (marine impériale allemande) pendant la Première Guerre mondiale. L'U-52 a été engagé dans la guerre navale et a pris part à la première bataille de l'Atlantique.
L'U-52 a coulé deux navires de guerre importants. Le premier navire de guerre important (et le deuxième navire coulé par l'U-52) était le croiseur léger HMS Nottingham, de la Royal Navy, coulé dans la mer du Nord le 19 août 1916 à la position 55° 34′ N, 0° 12′ E. Trente-huit hommes ont été perdus
Le naufrage du Nottingham est un événement important dans l’action de la marine impériale allemande du 19 août. À cette époque, Otto Ciliax était officier de quart à bord du sous-marin. Il devint plus tard amiral dans la Kriegsmarine.
Le deuxième navire de guerre important coulé par l'U-52 fut le cuirassé français Suffren, coulé le 26 novembre 1916 à 90 milles marins (140 km) à l’ouest du Portugal à la position 39° 30′ N, 11° 00′ O. Les 648 hommes ont été perdus lorsque la torpille a enflammé un magasin à poudre et que le navire a coulé en quelques secondes.
L'U-52 s’est rendu aux Alliés à Harwich le 21 novembre 1918, conformément aux exigences de l’armistice avec l’Allemagne. Il a été vendu (hormis ses moteurs) par l’Amirauté britannique à George Cohen le 3 mars 1919 pour 2 400 livres sterling (l’équivalent de 139 300 livres sterling de 2024) et a été démantelé à Swansea.
L’un des matelots à bord de l'U-52 était Julius Schopka (1896-1965). Après la guerre, il a émigré en Islande et est devenu citoyen islandais. En 1928, avec le journaliste islandais Árni Óla, il publie ses mémoires des années de guerre en islandais : Kafbátahernaðurinn (La guerre sous-marine). Ce livre a été utilisé à son tour par l’auteur islandais Illugi Jökulsson lorsqu’il a publié en 2019 le livre Úr undirdjúpunum til Íslands — Julius Schopka, U-52 og heimsstyrjöldin fyrri (Des profondeurs à l’Islande — Julius Schopka, l'U-52 et la Première Guerre mondiale). Illugi a également utilisé les mémoires non publiées de Hans Walther, qui était le capitaine de l'U-52 pendant la majeure partie de son service opérationnel.

## Affectations
- I. Flottille : de date de début inconnue au 25 mai 1916
- II. Flottille : du 25 mai au 24 décembre 1916
- Flottille de Pola : du 24 décembre 1916 au 27 avril 1917
- II. Flottille : du 27 avril 1917 au 11 novembre 1918

## Commandants
- Kptlt. Hans Walther[8] : du 8 mai 1916 au 18 septembre 1917
- Oblt.z.S. Johannes Spieß[9] : du 19 septembre au 29 octobre 1917
- Kptlt. Siegfried Claaßen[10] : du 17 novembre au 28 février 1918
- Kptlt. Waldemar Haumann[11] : du 1er mars au 5 mai 1918
- Kptlt. Franz Krapohl[12] : du 6 mai au 11 novembre 1918

## Navires coulés
| Date              | Nom                  | Nationalité      | Tonnage | Destin.   |
| ----------------- | -------------------- | ---------------- | ------- | --------- |
| 11 juillet 1916   | HMT Onward           | Royal Navy       | 266     | Coulé     |
| 19 août 1916      | HMS Nottingham       | Royal Navy       | 5400    | Coulé     |
| 26 septembre 1916 | HMY Conqueror II     | Royal Navy       | 526     | Coulé     |
| 26 septembre 1916 | HMT Sarah Alice      | Royal Navy       | 299     | Coulé     |
| 26 septembre 1916 | St. Gothard          | Royaume-Uni      | 2788    | Coulé     |
| 25 novembre 1916  | Egyptiana            | Royaume-Uni      | 3818    | Endommagé |
| 25 novembre 1916  | Suffren              | Marine nationale | 12750   | Coulé     |
| 10 décembre 1916  | Emma Laurans         | France           | 2153    | Coulé     |
| 30 mars 1917      | Michelina Catalano   | Italie           | 78      | Coulé     |
| 4 avril 1917      | Missourian           | États-Unis       | 7924    | Coulé     |
| 4 avril 1917      | Ravenna              | Italie           | 4101    | Coulé     |
| 5 avril 1917      | Angel Marina         | Italie           | 257     | Coulé     |
| 7 avril 1917      | Seward               | États-Unis       | 2471    | Coulé     |
| 8 avril 1917      | Alba                 | Italie           | 1639    | Coulé     |
| 9 avril 1917      | Esterel              | France           | 2574    | Coulé     |
| 11 avril 1917     | Ansgar               | Danemark         | 301     | Coulé     |
| 12 avril 1917     | Glencliffe           | Royaume-Uni      | 3673    | Coulé     |
| 14 avril 1917     | Tres Macs            | Portugal         | 163     | Coulé     |
| 15 avril 1917     | Cabo Blanco          | Espagne          | 2163    | Endommagé |
| 16 avril 1917     | Crios                | Grèce            | 4116    | Coulé     |
| 19 avril 1917     | Senhora Da Conceicao | Portugal         | 206     | Coulé     |
| 20 avril 1917     | Caithness            | Royaume-Uni      | 3500    | Coulé     |
| 21 avril 1917     | HMS Heather          | Royal Navy       | 1250    | Endommagé |
| 23 avril 1917     | Acadia               | Norvège          | 1556    | Coulé     |
| 6 juillet 1917    | Flora                | Norvège          | 818     | Coulé     |
| 9 juillet 1917    | Prince Abbas         | Royaume-Uni      | 2030    | Coulé     |
| 11 juillet 1917   | Vanda                | Suède            | 1646    | Coulé     |
| 12 juillet 1917   | Fredrika             | Suède            | 1851    | Coulé     |
| 17 juillet 1917   | HMS C34              | Royal Navy       | 321     | Coulé     |
| 20 août 1917      | Bulysses             | Royaume-Uni      | 6127    | Coulé     |
| 1 septembre 1917  | Tarapaca             | France           | 2506    | Coulé     |
| 2 septembre 1917  | Wentworth            | Royaume-Uni      | 3828    | Coulé     |
| 4 septembre 1917  | Peerless             | Royaume-Uni      | 3112    | Coulé     |
| 5 septembre 1917  | Echunga              | Royaume-Uni      | 6285    | Coulé     |
| 5 septembre 1917  | San Dunstano         | Royaume-Uni      | 6220    | Endommagé |
| 11 septembre 1917 | Tobol                | Empire russe     | 3741    | Coulé     |
| 16 août 1918      | HMT Fylde            | Royal Navy       | 256     | Endommagé |